# Movimento vegetal rápido

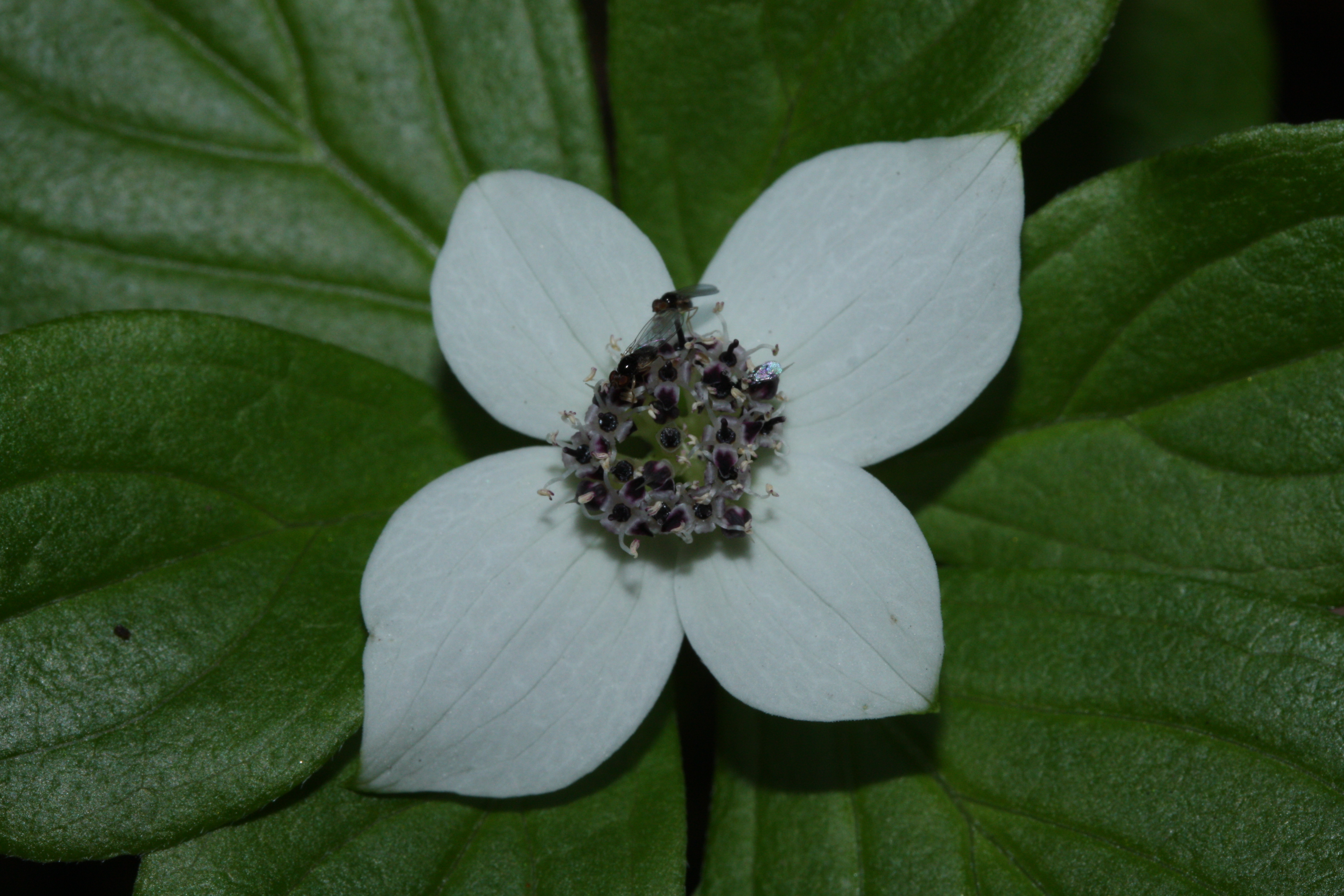
As pétalas diminutas e elásticas da flor de Cornus canadensis ejectam pólen a grande velocidade num processo que dura cerca de 0,5 milissegundos.

Movimento vegetal rápido designa os movimentos das estruturas vegetais que se produzem em escalas de tempo muito curtas, normalmente de segundos, geralmente em resposta a estímulos ambientais, embora nalguns casos (autonastias) possam resultar de processos fisiológicos da própria planta. Estes movimentos são geralmente subdivididos em  tropismos (movimento orientados segundo um gradiente espacial determinado pelo estímulo) e nastismo (sem orientação espacial definida pelo estímulo).

## Descrição

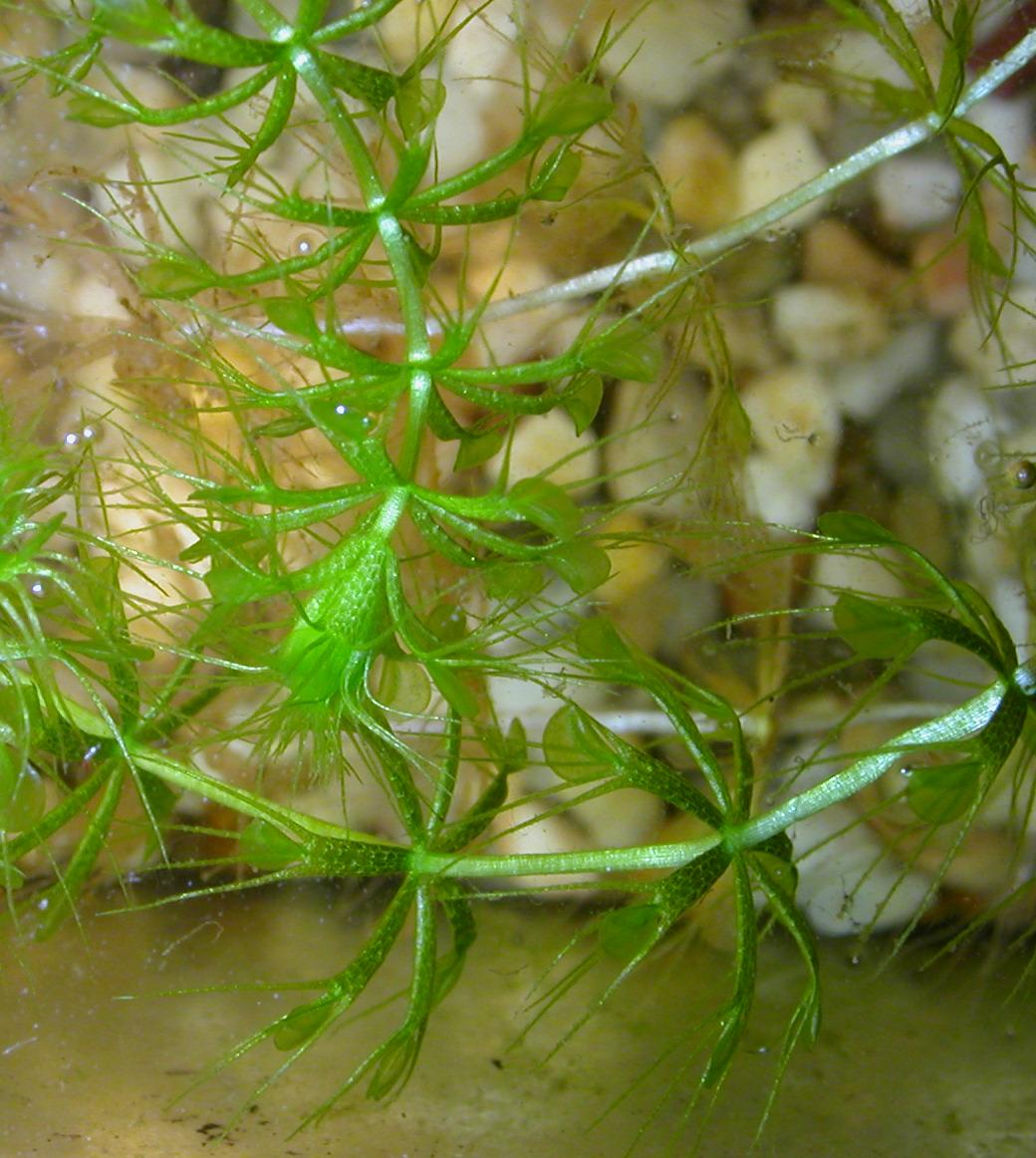
Aldrovanda vesiculosa, uma planta carnívora aquática.

Entre as espécies que apresentam movimentos rápidos conta-se Dionaea muscipula, que fecha a sua armadilha em cerca de 100 milissegundos. As flores de Cornus canadensis abrem as suas pétalas e lançam o pólen em menos de 0,5 milissegundos. O movimento mais rápido que se conhecer ocorre na amoreira-branca (Morus alba), que move as pétalas em cerca de 25 μs, com uma velocidade que excede a metade da velocidade do som, próximo do limite físico teórico em movimentos de plantas.
Estes movimentos rápidos diferem dos tropismos mais comuns, mas muito mais lentos, conhecidos por "movimentos de crescimento dos vegetais".
A última obra de Charles Darwin publicada antes da sua morte intitula-se The Power of Movement in Plants (O poder do movimento nas plantas), publicado em 1882.
Plantas que capturam e consomem presas
- Dionaea muscipula
- Aldrovanda vesiculosa
- Utricularia
- Certas variedades de Drosera

Plantas que movem as folhas por outras razões
- Mimosa pudica
- Mimosa nuttallii
- Chamaecrista fasciculata
- Chamaecrista nictitans
- Desmodium motorium
- Schrankia roemeriana
- Neptunia lutea

Plantas que dispersam pólen ou sementes com movimentos rápidos
- Ecballium agreste
- Impatiens (Impatiens x)
- Hura crepitans
- Todas as espécies de Stylidium
- Cornus canadensis
- Morus alba[2]

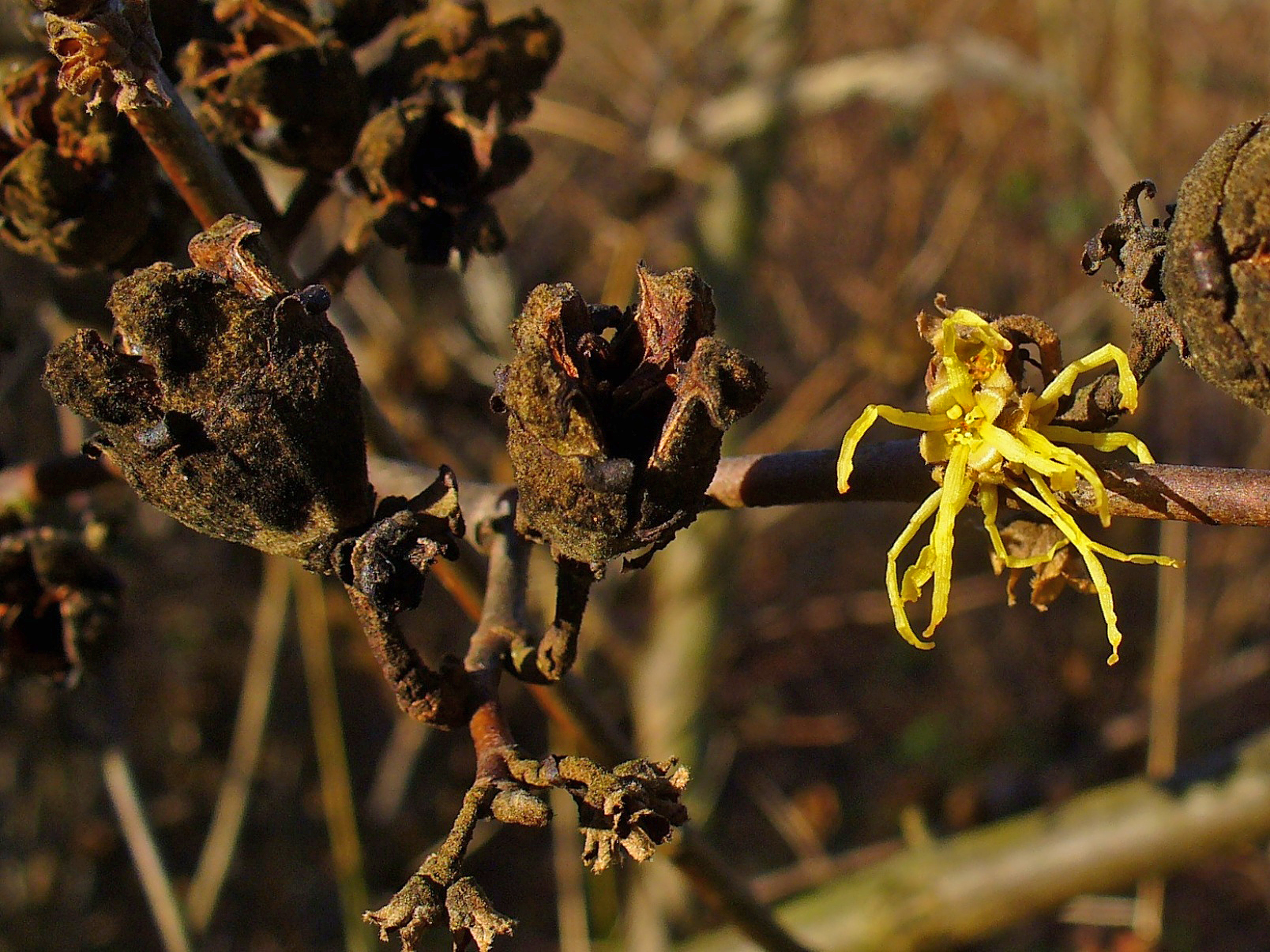
As cápsulas das espécies do género Hamamelis dispersam as sementes abrindo explosivamente ao atingirem a maturação.

- Orchidaceae (todas as espécies de Catasetum)
- Arceuthobium
- Hamamelis
- Alguns membros de Fabaceae apresentam vagens que se retorcem à medida que secam exercendo tensão sobre a bainha, o que produz a sua rotura repentina e violenta, projectando as sementes a metros de distância da planta mãe.[4][5]